# Gloiocephala aquatica
Gloiocephala aquatica är en svampart som beskrevs av Desjardin, Mart.-Peck & Rajchenb. 1995. Gloiocephala aquatica ingår i släktet Gloiocephala och familjen Physalacriaceae.   Inga underarter finns listade i Catalogue of Life.